# داد (فیلم)
 داد  یک فیلم ایرانی به کارگردانی ابوالفضل جلیلی و تهیه‌کنندگی مشترک ابوالفضل جلیلی و امیر سیدزاده محصول سال ۱۴۰۳ است. این فیلم در چهل و سومین دوره جشنواره فیلم فجر حضور دارد.

## داستان
در کانون اصلاح و تربیت نوجوانان، بچه‌هایی که پدر و مادر، یا وثیقه مالی یا ملکی ندارند، برای رفتن به مرخصی باید قسم یاد کنند که بعد از مرخصی به زندان برمی‌گردند. یکی از بچه‌ها حاضر به قسم‌خوردن نیست. روز بعد قاضی با مسئولیت خودش به او مرخصی می‌دهد، با این شرط که بعد از اتمام مرخصی شرافتمندانه به زندان برگردد.

## بازیگران
- ابوالفضل سلیمی
- کاوه دارابی
- مسعود ناجی
- شهاب طباطبایی
- محمد رضا بختیاری
- حسین میرزایی
- مهدی ملکی
- محمدرضا سوخته
- علی امیری
- محمد خاکپور